# کافی سیتی (تگزاس)
کافی سیتی، تگزاس(به انگلیسی: Coffee City, Texas) شهری در ایالت تگزاس از ایالات جنوبی ایالات متحده آمریکا است. در سرشماری سال ۲۰۰۰، جمعیت این شهر ۱۹۳ نفر اعلام شد.